# Petra Martić
Petra Martić (Spalato, 19 gennaio 1991) è una tennista croata.
In carriera si è aggiudicata due titoli WTA in singolare e due titoli nel circuito WTA 125 (uno in singolare e uno in doppio). In singolare ha raggiunto la posizione numero quattordici il 13 febbraio 2021, mentre nel doppio la numero quarantanove il 21 febbraio 2022. Nelle prove del Grande Slam vanta come miglior risultato un quarto di finale all'Open di Francia 2019 ed ha raggiunto gli ottavi di finale in tutti gli altri Major.
Con l'ingresso tra le migliori quindici giocatrici al mondo nell'ottobre del 2019, diventa la seconda tennista croata di tutti i tempi, superando Karolina Šprem (17ª nel 2004). Meglio di lei solo la campionessa Slam Iva Majoli, che si è spinta fino alla 4ª posizione nel 1996.

## Carriera

### Juniores
Come miglior risultato da juniores ha raggiunto i quarti di finale all'US Open 2006.

### 2007-2009
Nel 2007 disputa il suo primo match WTA, nel quale viene sconfitta nel primo turno a Miami.
Nel 2008 ha vinto lo Zagreb Ladies Open (100 000 $) battendo in finale Yvonne Meusburger e ha raggiunto i quarti di finale del Banka Koper Slovenia Open perdendo da Julia Görges, ma battendo al secondo turno e per la prima volta in carriera una giocatrice classificata tra le prime 100 (Klara Zakopalova).
Nel 2009 abbandona il circuito ITF per dedicarsi al circuito maggiore, tentando la strada delle qualificazioni in diversi tornei, riuscendoci al torneo di Indian Wells, durante il quale sarà sconfitta dalla russa Vera Duševina, numero 62 del ranking. Nel mese si maggio si qualifica per il Roland Garros, perdendo al secondo turno da Aleksandra Wozniak (doppio 6-3) dopo aver battuto Mara Santangelo. A luglio si qualifica per il GDF Suez Budapest Grand Prix battendo Lucie Šafářová (#47 del ranking) al primo turno e Mariya Korittseva (#88) al secondo arrendendosi nei quarti alla romena Edina Gallovits. La settimana successiva supera le qualificazione all'International di Praga, ma perde al primo turno dalla svizzera Stefanie Vögele. In un ottimo momento di forma raggiunge pure i quarti al Banka Koper Slovenia Open, dove era chiamata a difendere i quarti dell'anno precedente, riuscendoci sconfitta da Sara Errani, campionessa in carica e futura finalista. Supera le qualificazione anche nell'ultimo Slam dell'anno, l'US Open arrendendosi al secondo turno di fronte a Caroline Wozniacki (#8 del mondo) con un netto 6-1, 6-1. Nell'ultima parte di stagione vince l'ITF di Biella e raggiunge la semifinale all'ITF di Sofia (entrambi 100 000 $), battendo tra le altre Jelena Dokić e Timea Bacsinszky (entrambe top100).

### 2010-2012

#### 2010

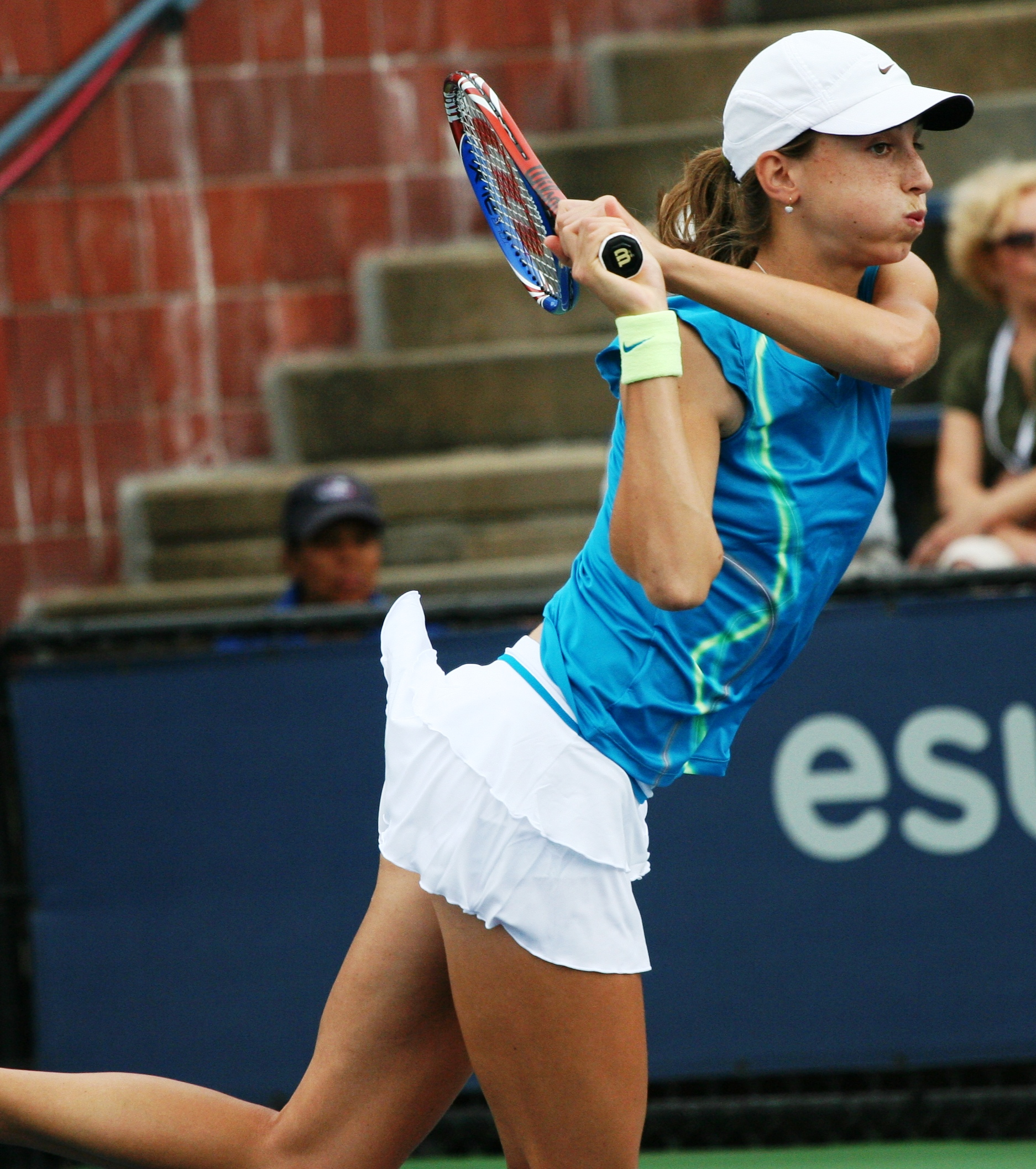
Petra Martic nel 2010

Non supera le qualificazioni nei tornei di Auckland e Sydney, mentre viene sconfitta al primo turno degli Australian Open da Sabine Lisicki (1-6 4-6). Partecipa al torneo di Suez, dove si impone sulla numero quindici del ranking, Yanina Wickmayer; ma viene sconfitta nel secondo turno da Ágnes Szávay. Si qualifica per il torneo di Indian Wells, dove viene sconfitta nel secondo turno da Jelena Janković (3-6 6-7). Invece, a Miami si impone sulla numero ventuno del mondo, Aravane Rezaï, per 7-5 5-7 6-4, mentre verrà poi sconfitta dalla Wickmayer. Al Roland Garros viene sconfitta all'esordio da Elena Dement'eva, mentre a Wimbledon si impone su Elena Baltacha per 2-6 7-5 6-3, ma si ritira contro Marion Bartoli senza scenda in campo.

#### 2011: Top 50
Si qualifica per gli Australian Open, ma verrà poi sconfitta nel secondo turno da Agnieszka Radwańska. Tuttavia, si spinge fino alla semifinale a Bogotà, perdendo contro Lourdes Domínguez Lino, e a Copenaghen, perdendo contro Lucie Hradecká. Successivamente, raggiunge il terzo turno a Cincinnati, eliminando la Wickmayer. Termina l'annata tra le Top 50.

#### 2012: primo ottavo di finale al Roland Garros e prima finale WTA
La stagione 2012 non è delle migliore per la Martic, in quanto viene sconfitta al primo turno agli Australian Open, Doha e Dubai. Tuttavia, raggiunge la prima finale WTA in Malesia, dove è costretta a ritirarsi nell'ultimo atto contro Hsieh Su-wei. Nel corso del torneo si impone su Jelena Janković e su Peng Shuai. Non va oltre il primo turno agli Indian Wells e a Miami, ma si spinge fino alla semifinale all'E-Boks Open dove viene fermata da Caroline Wozniacki. Nel torneo di Budapest viene sconfitta nei quarti di finale da Elena Vesnina. Raggiunge gli ottavi di finale al Roland Garros, a distanza di 15 anni dal successo di Iva Majoli, estromettendo tra le altre la numero otto del mondo, Marion Bartoli. Agli US Open viene sconfitta dalla campionessa in carica, Samantha Stosur (1-6 1-6). A Tokyo si impone a sorpresa sulla numero cinque del ranking, Petra Kvitová.

### 2013-2016: periodo negativo e infortunio

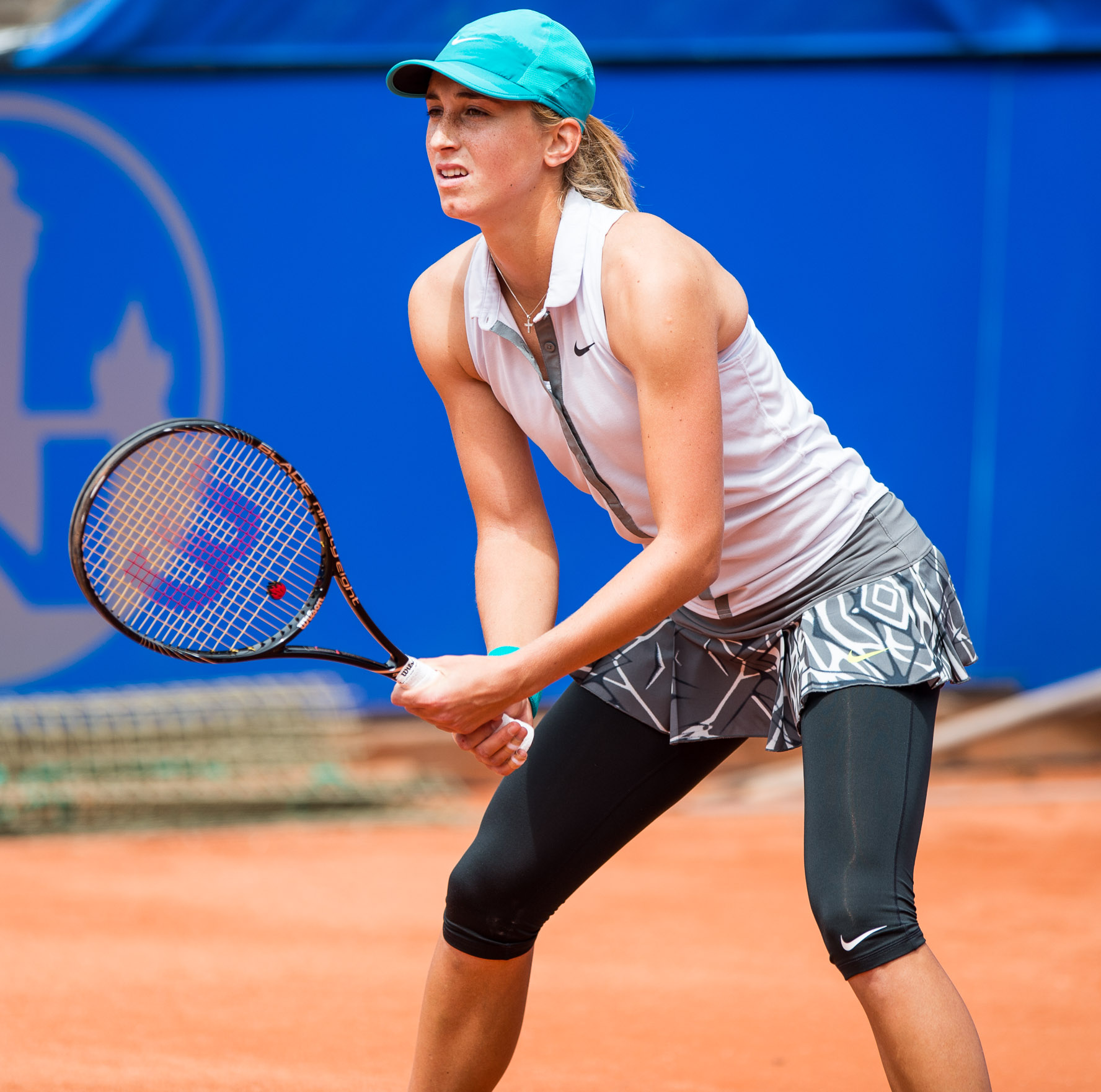
Petra Martic nel 2014

Nel 2013 raggiunge il terzo turno solamente in due tornei, ovvero a Katovice e a Wimbledon. A fine anno esce dalla Top 100.
Nel 2014 ottiene solamente una vittoria.
Nel 2015 gioca prevalentemente tornei ITF e WTA 125s senza ottenere successi di rilievo. Termina la stagione in ottobre, senza aggiudicarsi nemmeno un match nel circuito maggiore.
Nel 2016 ritorna a disputare una semifinale a distanza di quattro anni a Rio de Janeiro, eliminando tra le altre Teliana Pereira e Francesca Schiavone. Successivamente, si presenta a Wimbledon, dove verrà sconfitta da Urszula Radwańska nel primo turno. A fine anno crolla alla 266ª posizione.

### 2017: ottavi di finale al Roland Garros e a Wimbledon

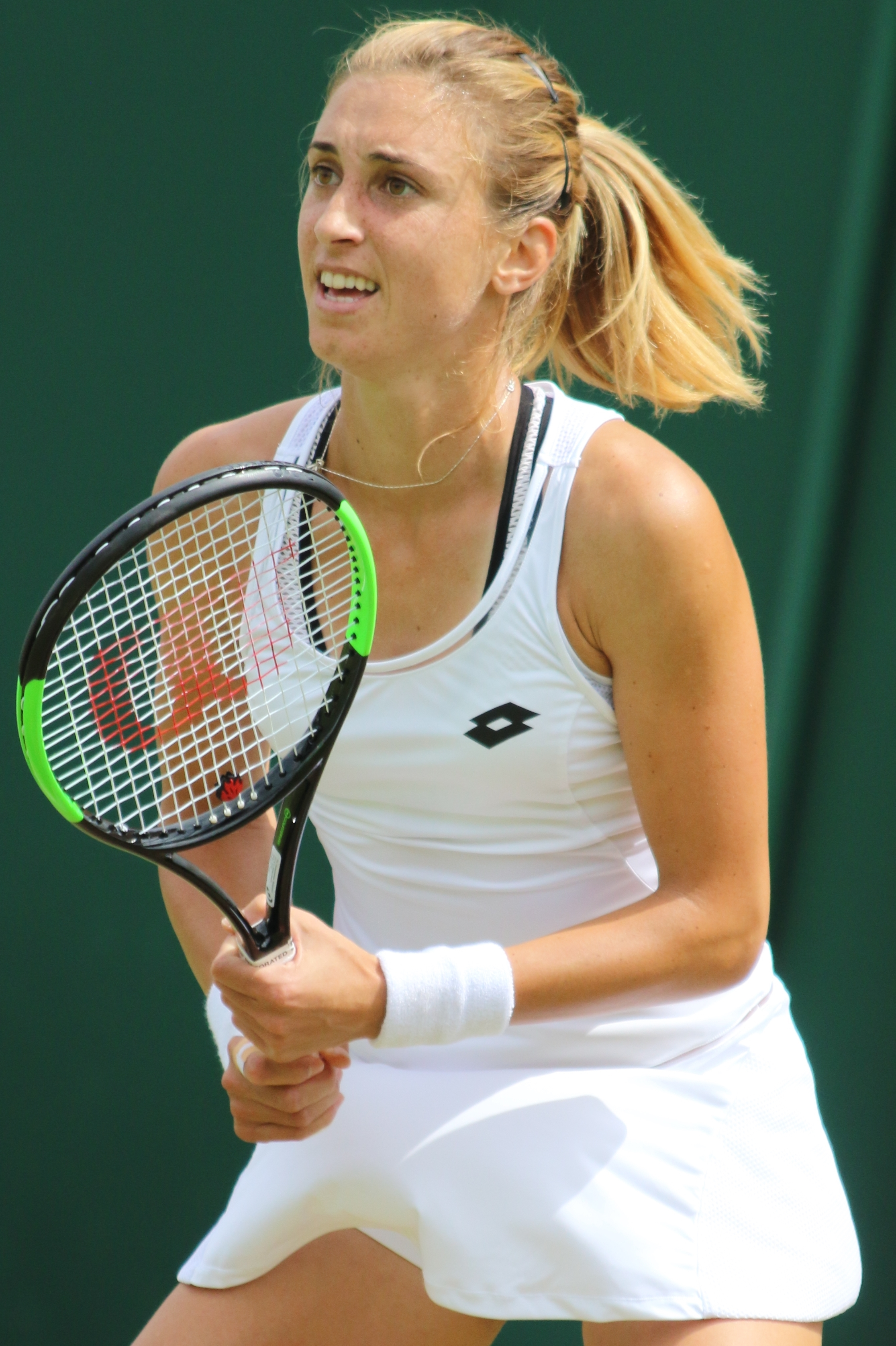
Petra Martic a wimbledon 2017

Inizia l'anno alla posizione nº 266 del ranking. Nel 2017 vince un torneo ITF in Italia battendo in finale Kathinka von Deichmann per 6-4 7-5. Sempre in Italia, raggiunge la semifinale venendo sconfitta da bernarda Pera per 3-6 5-7. In Tunisa arriva in semifinale, dove viene rimontata da Lina Ǵorčeska (6-3 4-6 4-6). In Germania arriva ad un soffio dal vincere il torneo, ma viene sconfitta dalla Deichmann (6-4 4-6 6-7).
Prende parte all'Open di Francia 2017 dove si spinge, per la seconda volta in carriera, fino al quarto turno; batte avversarie come Madison Keys, testa di serie nº 12, e Anastasija Sevastova, testa di serie nº 17. Anche a Wimbledon arriva al quarto turno dove viene fermata da Magdaléna Rybáriková per 4-6 6-2 3-6; batte avversarie del calibro di Dar'ja Gavrilova (6-4 2-6 10-8).
A Cincinnati, nelle qualificazioni batte Christina McHale per 1-6 6-3 6-2, per poi perdere contro Verónica Cepede Royg per 5-7 nel terzo set. Agli US Open sia in singolare che in doppio viene subito elimanata dalla testa di serie nº 10, Agnieszka Radwańska, per 4-6 6-7; e, in coppia con la connazionale Donna Vekić, da Sania Mirza e Peng Shuai per 4-6 1-6. A Lussemburgo perde contro Andrea Petković per 1-6 6-3 (5)6-7. Partecipa ad un torneo ITF in Francia, dove non va oltre il terzo turno per mano di Ivana Jorović (1-6 3-6).
Chiude l'anno alla posizione nº 89 del ranking mondiale nel singolare, e alla posizione nº 600 nel doppio.

### 2018: ottavi di finale agli Australian Open, primo titolo WTA 125s e Top 40
Nel 2018 prende parte al torneo di Auckland dove sconfigge al primo turno Markéta Vondroušová per 7–6(2) 6-3; per poi uscire di scena per mano della testa di serie nº 1, Caroline Wozniacki, che la batte nettamente con un doppio 2-6. Nel primo Grande Slam della stagione, l'Australian Open, non deve affrontare le qualificazioni grazie al risultato dell'anno precedente. Arriva fino al quarto turno per la prima volta in carriera. Qui, dopo aver sconfitto in ordine: Alison Van Uytvanck (7–6(5) 6-3), Irina-Camelia Begu (6-4 7–6(3)), Luksika Kumkhum (6-3 3-6 7-5); perde contro Elise Mertens ((5)6-7 5-7).
A Sofia arriva fino ai quarti di finale dove, dopo aver battuto Antonia Lottner (6-4 6-2) e Aljaksandra Sasnovič, testa di serie nº 6, (3-6 6-4 6-4), perde contro Viktória Kužmová per 4-6 2-6. Negli Stati Uniti partecipa agli Indian Wells, dove, contro ogni prognostico, supera Tatjana Maria (6-3 6-1), Barbora Strýcová (7-5 6-4), Jeļena Ostapenko (6-3 6-3) e Markéta Vondroušová (6-3 7–6(4)); nei quarti di finali perde contro la testa di serie nº 1, Simona Halep, per 4-6 7–6(5) 3-6. Questo risultato le permette di spingersi fino alla posizione nº 40, migliorando il suo best ranking raggiunto quasi sei anni prima.

A Miami si impone su Lauren Davis per 6-1 7-5 e su Kristina Mladenovic per 3-6 6-4 6-2, prima di cedere contro Ashleigh Barty, che la liquida con il punteggio di 6-4 6-3.  

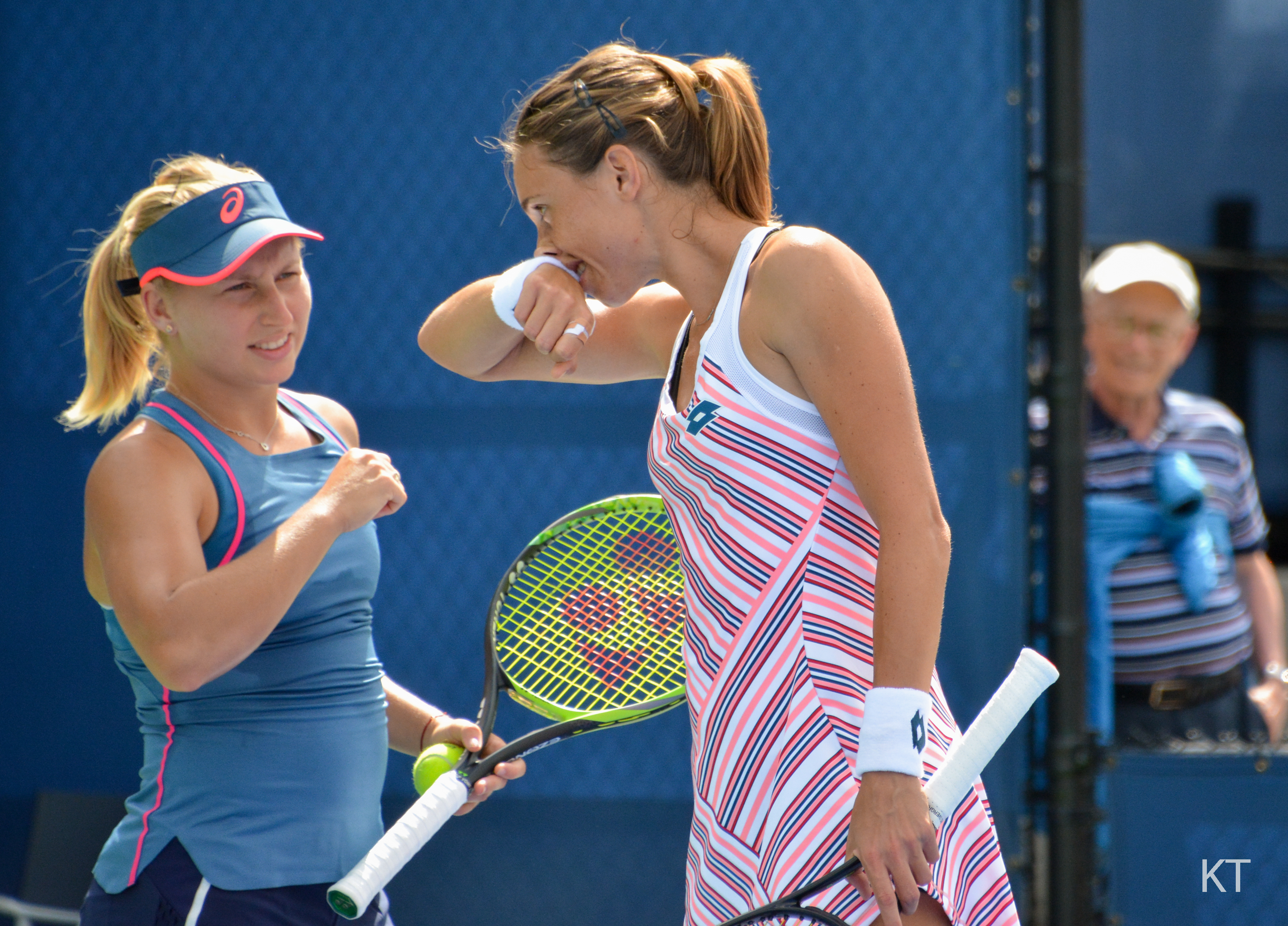
Petra Martic (a destra) insieme a Dar'ja Gavrilova all'US Open 2018

Nel torneo di Rabat viene rimontata all'esordio da Kirsten Flipkens (6-3 2-6 4-6); mentre a Madrid supera agevolmente Svetlana Kuznecova in due sets, per poi venire sconfitta da Caroline Garcia. A Roma non fa meglio dove, dopo aver lasciato tre games a Lesja Curenko, viene sconfitta da Elina Svitolina con il medesimo risultato. Nel secondo Slam stagionale si impone su Wang Yafan per 6-2 6-3, ma viene eliminata successivamente da Wang Qiang con un secco 1-6 1-6.
Nel torneo di Birmingham sconfigge Coco Vandeweghe per 6-3 6-2, per poi venire rimontata da Mihaela Buzărnescu. A Wimbledon non va oltre il primo turno, eliminata da Ekaterina Makarova.
Raggiunge la finale a Bucarest estromettendo: Rebecca Šramková per 6-2 6-4, Claire Liu per 6-2 6-7 6-4, Laura Siegemund per 7-5 4-6 6-4 e si rifà su Mihaela Buzărnescu per 6-4 6-4. In finale viene sconfitta da Anastasija Sevastova, che si impone per 7-6 6-2. Supera le qualificazioni a Cincinnati ed elimina in rimonta Dar'ja Kasatkina per 4-6 6-4 6-3 nel primo turno, prima di cedere ad Amanda Anisimova. Si ritira nelle qualificazioni del torneo del Connecticut, mentre agli US Open viene sconfitta da Lucie Šafářová all'esordio con un doppio 6-4.
Disputa il Challenger di Chigaco aggiudicandoselo, trattasi del primo titolo WTA 125s in carriera. Riesce nell'impresa superando nell'ultimo atto Mona Barthel per 6-4 6-1. Si presenta al torneo del Quebec dove si impone, lasciando solamente games, su Naomi Broady e su Vol'ha Havarcova; successivamente, viene sconfitta da Jessica Pegula per 6-3 7-5. Nel torneo di Pechino viene eliminata da Caroline Wozniacki nel secondo turno per 7-5 6-3. Si presenta a Tianjin eliminando in tre sets Duan Yingying e Liu Fangzhou, prima di ritirarsi contro Caroline Garcia sotto di 2-6 0-1.
Finisce la stagione alla posizione numero trentadue in singolare, mentre in doppio alla nº 263.

### 2019: quarti di finale al Roland Garros, primo titolo WTA e Top 15

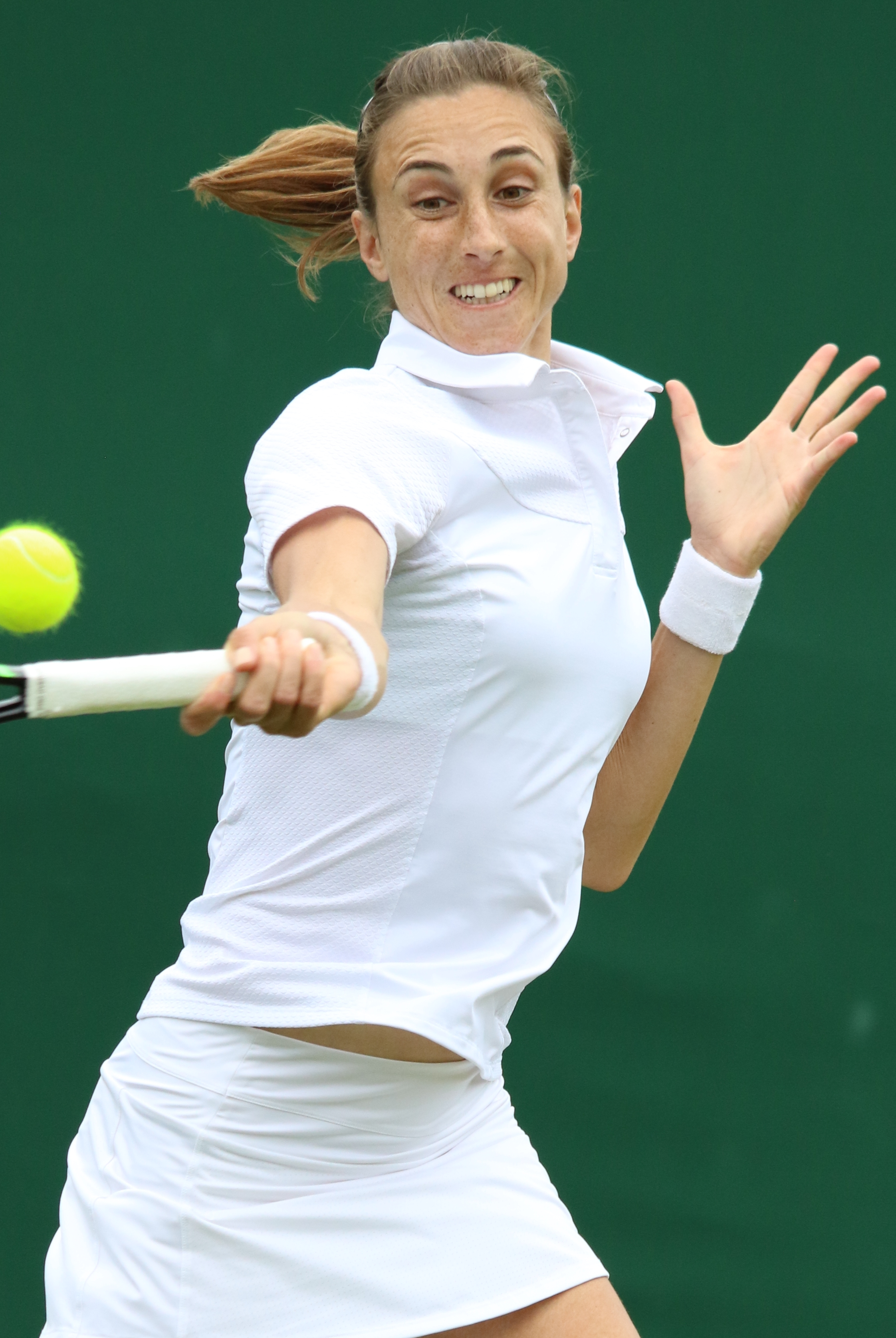
Petra Martic a Wimbledon 2019

Inizia la nuova stagione malamente, venendo sconfitta ad Auckland da Sofia Kenin per 5-7 6-2 2-6 all'esordio. Agli Australian Open si impone senza grosse difficoltà su Heather Watson (6-1 6-2) e su Markéta Vondroušová (6-4 7-5), per poi cedere contro Sloane Stephens (6(6)-7 6(5)-7). Disputa il torneo di Dubai, ma viene estromessa all'esordio da Kateřina Siniaková per 4-6 3-6. Agli Indian Wells non riesce a ripetere i quarti di finale, venendo fermata nel primo turno da Magda Linette, che si impone per 6-3 4-6 7-6(5). A Miami supera Zhang Shuai per 6-2 6-1, per poi venire sconfitta da Karolína Plíšková in due sets. Raggiunge la finale sulla terra verde di Charleston, imponendosi su Amanda Anisimova per 6-4 2-6 6-1, Mandy Minella per 6-3 6-3, Jessica Pegula per 2-6 6-3 6-2 e su Belinda Bencic per 6-3 6-4. Successivamente, viene sconfitta da Caroline Wozniacki per 3-6 4-6.
Si aggiudica per la prima volta in carriera un torneo WTA il 28 aprile a Istanbul, dove si impone nell'ultimo atto su Markéta Vondroušová per 1-6 6-4 6-1. Nella corsa al titolo elimina: Tamara Zidanšek per 3-6 6-1 6-3, Ana Bogdan per 4-6 7-5 6-3, Kristina Mladenovic per 7-6(4) 4-6 7-6(2) e Margarita Gasparjan, la quale si ritira sul punteggio di 6-1 per la croata.
Si spinge fino ai quarti di finale nel Masters di Madrid eliminando Garbiñe Muguruza per 7-5 7-6(2) ed usufruendo dei ritiri di Angelique Kerber, che non scende nemmeno in campo, e della connazionale Donna Vekić, che si ritira nel set decisivo. In seguito, viene fermata da Sloane Stephens per 4-6 3-6. Si presenta al Roland Garros, dove raggiunge gli ottavi di finale a due anni di distanza dall'ultima volta. Qui, sconfigge: Ons Jabeur per 6-1 6-2, Kristina Mladenovic per 6-2 6-1 e Karolína Plíšková, numero due del mondo, per 6-3 6-3. Successivamente, elimina anche in rimonta Kaia Kanepi, con il punteggio di 5-7 6-2 6-4, accedendo per la prima volta in carriera ad un quarto di finale Slam. In seguito, viene sconfitta dalla giovane Markéta Vondroušová, che ha la meglio per 7–6(1) 7-5.
Inizia la stagione sull'erba a Birmingham, dove si spinge fino alla semifinale. Qui si impone Ekaterina Aleksandrova per 6-3 7-5, Margarita Gasparjan per 6-3 7–6(4) e Jeļena Ostapenko per 6(4)–7 7-5 6-1, prima di cedere alla tedesca Julia Görges (4-6 3-6). A Wimbledon raggiunge per la seconda volta gli ottavi di finale dopo due anni di distanza, dove viene sconfitta dalla futura semifinalista Elina Svitolina, la quale si impone con 6-4 6-2. Precedentemente, aveva sconfitto Jennifer Brady per 3-6 6-3 6-4, Anastasija Potapova con il medesimo risultato e Danielle Collins per 6-4 3-6 6-4. Grazie ai risultati conseguiti, entra per la prima volta nella Top 20, precisamente al ventesimo posto della classifica.
Riprende la stagione sul cemento rimediando una sconfitta all'esordio a Toronto contro Francesca Di Lorenzo (4-6 5-7). In seguito, si presenta a Cincinnati, ma senza ottenere vittorie, in quanto cede malamente alla numero nove del ranking, Aryna Sabalenka, al primo turno. Si rifà agli US Open, dove raggiunge il terzo ottavo di finale Slam in stagione. Qui riesce ad avere la meglio su Tamara Zidanšek per 6-4 4-6 6-1, Ana Bogdan per 6-2 6-4 e su Anastasija Sevastova, semifinalista della scorsa edizione, per 6-4 6-3; viene sconfitta dalla futura finalista, Serena Williams, che si impone in due comodi sets.
Inizia lo swing asiatico disputando la finale a Zhengzhou, nuovo torneo della categoria Premier. Nella corsa al titolo, si sbarazza di Jasmine Paolini per 7-5 6-1, Fiona Ferro per 3-6 6-1 6-2, Aryna Sabalenka per 7-5 5-7 6-4 e di Kristina Mladenovic, che precedentemente si era imposta sulla numero tre del mondo Elina Svitolina, per 6-0 6-3. Tuttavia, la finale è a senso unico per la prima favorita del torneo Karolína Plíšková (3-6 2-6). In seguito, dopo aver annullato la partecipazione a Tokyo, si presenta a Wuhan una settimana più tardi. Qui, raggiunge i quarti di finale grazie alle vittorie su: Kristina Mladenovic con un doppio 6-2, Rebecca Peterson per 6-0 3-6 6-1 e Veronika Kudermetova per 6-3 6-1; successivamente, cede alla favorita numero uno, Ashleigh Barty, che si impone con il punteggio di 7–6(6) 3-6 6-3. Nonostante l'amara sconfitta, essendosi trovata in vantaggio in più occasioni, migliora il suo best ranking, issandosi alla 17ª posizione della classifica. Nonostante l'uscita di scena al primo turno a Pechino, per mano di Elise Mertens, sale alla 15ª posizione, diventando la seconda tennista croata di tutti i tempi (in termini di ranking), meglio di lei solo Iva Majoli.
Grazie all'ottima stagione disputata, prende parte al Master B, l'Elite Trophy Zhuhai. Inserita nel girone insieme a Madison Keys e Zheng Saisai, manca l'appuntamento con la semifinale concedendo un game in più rispetto all'eventuale prima classificata Zheng. Conclude il 2019 con un bilancio di 35 vittorie e 17 sconfitte (67%), il migliore in carriera.

### 2020
Petra inizia l'anno ad Auckland, dove è 2° testa di serie; al primo turno elimina Usue Maitane Arconada per 5-7 6-4 6-4 ma, nel round successivo, si arrende ad Alizé Cornet in tre set. Agli Australian Open, la croata estromette Christina McHale con un netto 6-3 6-0 ma, al secondo turno, cede a Julia Goerges per 7-5 al terzo set.
La Martić gioca il torneo di Hua Hin, dove è testa di serie n°2: sorprendentemente, perde all'esordio dalla cinese Xiyu Wang, con il punteggio di 3-6 4-6.
A Dubai riesce a trovare il primo risultato significativo della stagione: batte Hsieh (6-4 6-3) e Strýcová (doppio 6-3), accedendo ai quarti. Qui sconfigge Anett Kontaveit con lo score di 7-6(4) 6-1, riuscendo a raggiungere la semifinale. Nel penultimo atto, la croata si arrende a Elena Rybakina, per 6(5)-7 6(2)-7. Delude invece a Doha, dove perde da Barbora Strýcová in tre set.
Da marzo ad agosto, il mondo del tennis è costretto a bloccarsi a causa della pandemia di COVID-19 che colpisce tutto il pianeta. Vengono annullati tutti i tornei previsti (compreso Wimbledon) e vengono rinviati i giochi olimpici di Tokyo al 2021.
Petra torna a giocare in agosto a Palermo, dove è prima testa di serie: al primo turno lascia 3 giochi ad Alison Van Uytvanck mentre, al secondo, lotta ma vince contro la qualificata Samsonova (5-7 6-4 6-2). Ai quarti si impone in due tie-break sulla bielorussa Sasnovich, accedendo alla seconda semifinale dell'anno. Nella circostanza, viene superata da Anett Kontaveit, con lo score di 2-6 4-6. A Praga delude le aspettative, uscendo di scena al secondo turno per mano di Kristýna Plíšková.
Sul cemento americano decide di prendere parte soltanto allo US Open: la croata vacilla nel primo turno contro Martincová ma vince in rimonta per 5-7 6-2 6-4. Al secondo turno estromette Kateryna Bondarenko con lo score di 6-3 6-4 e, al terzo, batte la russa Gracheva, giustiziera di Kiki Mladenovic nell'incredibile partita di secondo turno. Agli ottavi, emula il risultato del 2019 non riuscendo a qualificarsi ai quarti: in questo caso, si arrende a Julija Putintseva in tre set.
Sulla straordinaria stagione su terra giocata a settembre, Petra non raccoglie grossi risultati: a Roma, dopo il bye iniziale, soccombe nuovamente a Putintseva (sempre in tre set) mentre a Parigi si spinge fino al terzo turno, dove viene fermata da Laura Siegemund (7-6(5) 3-6 0-6).
Termina la stagione a Ostrava, dove cede di schianto a Ostapenko all'esordio, per 3-6 1-6.
Chiude l'anno al n°18 del mondo, con un bilancio di 14 vittorie e 11 sconfitte.

### 2021: semifinale a Roma e uscita dalla top-50
La croata inizia la stagione allo Yarra Valley Classic, dove è testa di serie n°7: dopo il bye al primo turno, si impone in rimonta su Vera Lapko (4-6 6-3 6-2) prima di cedere a Shelby Rogers (6(1)-7 3-6). Agli Australian Open, perde all'esordio dalla qualificata Olga Danilovic (5-7 6-3 4-6). Al Phillip Island Trophy, arriva fino ai quarti di finale, dove si arrende a Kasatkina in due set.
Il 14 aprile raggiunge un accordo con l'ex tennista e campionessa italiana Francesca Schiavone, che diventa quindi la sua nuova allenatrice per la stagione e la accompagnerà nei tornei di Madrid, Roma e Open di Francia.
Il primo torneo a Madrid non inizia bene, in quanto la croata esce al primo turno per mano di Bernarda Pera (3-6 2-6), mentre a Roma la tennista raggiunge la semifinale, eliminando, in ordine: Shelby Rogers (5-7 6-3 6-4), Kristina Mladenovic (7-5 6-3), Nadia Podoroska (3-6 6-1 6-2) e Jessica Pegula (7-5 6-4). In semifinale affronta la campionessa dell’edizione 2019 Karolina Pliskova, perdendo per 1-6 6-3 2-6. A Parma, la croata raggiunge i quarti di finale, dove cede a Wang Qiang in tre set. Al Roland Garros, viene eliminata da Camila Giorgi al primo turno.
Sull'erba, non ottiene risultati di particolare rilievo, uscendo al secondo turno a Wimbledon e Berlino. Nel frattempo, si interrompe la collaborazione con Schiavone. Anche il cemento americano non regala soddisfazioni a Martić, che al massimo raccoglie il secondo turno a San José, New York e Indian Wells. A causa degli scarsi risultati della seconda parte della stagione, esce dalla top-20.
Termina l'anno al n°54 del mondo.

### 2022: ottavi a Wimbledon, 2º titolo WTA e rientro in top-40
Al Melbourne Summer Set I e all'Australian Open perde al primo turno. A San Pietroburgo e Monterrey non va oltre il secondo turno. A Indian Wells, batte Bondár e la n°19 del seeding Zidanšek. Al terzo turno, ha la meglio sulla recente campionessa dello US Open Emma Raducanu (6(3)-7 6-4 7-5). Al quarto turno, elimina Ljudmila Samsonova, accedendo al secondo quarto di finale in California; nella circostanza, cede il passo a Simona Halep con un doppio 1-6.
Sulla terra, dopo un secondo turno a Istanbul, è costretta a passare dalle qualificazioni sia per Madrid che per Roma: in Spagna, entra nel main-draw battendo Gálfi e Bronzetti; al primo turno si impone su Samsonova prima di cedere ad Anisimova. A Roma, dove difende la semifinale del 2021, supera il tabellone cadetto grazie ai successi su Perez e Bandecchi; al primo round, sconfigge Muchová per poi eliminare la n°5 del mondo Anett Kontaveit con un netto 6-2 6-3. Al terzo turno, esce di scena contro Bianca Andreescu. A causa dei punti persi, scende fino alla 76ª posizione nel ranking. Al Roland Garros, a Birmingham ed Eastbourne, viene fermata al primo turno. Prende poi parte al torneo di Wimbledon: batte la n°30 del seeding Shelby Rogers (6-2 7-6(5)) per poi prevalere su Kučová in due set. Al terzo turno, centra la seconda vittoria stagionale su una top-10 contro Jessica Pegula. La croata torna agli ottavi dello slam londinese dopo 3 anni dall'ultima volta: nella circostanza, viene sconfitta dalla futura campionessa Elena Rybakina (5-7 3-6).
In luglio, partecipa al WTA '250' di Losanna: dopo due comodi successi su Párrizas Diaz e Andreeva, nei quarti ha la meglio sulla padrona di casa e n°13 del mondo Belinda Bencic (6-3 7-6(2)). Nella prima semifinale annuale, elimina la n°6 del seeding Caroline Garcia in tre set, tornando in una finale WTA per la prima volta dal 2019. Nell'ultimo atto, Martić supera la qualificata Olga Danilović per 6-4 6-2, conquistando il secondo titolo nel circuito maggiore dopo quello a Istanbul. Grazie a questo successo, rientra tra le prime 60 del mondo.
Dopo i quarti a Varsavia, raccoglie il terzo turno allo US Open, sconfitta da Azaranka. Chiude la stagione con i quarti a Tokyo e il secondo turno a Montasir.
Termina il 2022 in risalita, al n°39 del mondo.

### 2023
La croata inizia l'anno prendendo parte alla United Cup: inserita nel gruppo F, la Croazia demolisce l'Argentina (5-0), con Petra che sconfigge in tre set Nadia Podoroska; nel tie decisivo per passare il girone, le croate superano la Francia per 3-2, nonostante la battuta d'arresto di Martić contro Caroline Garcia. Nel match di quarti contro la Grecia, Petra si arrende con un doppio 3-6 a Maria Sakkarī, contribuendo alla sconfitta finale per 3-2 che condanna la Croazia all'eliminazione.
All'Australian Open, viene estromessa al secondo turno da Shuai Zhang. Dopo il secondo turno a Lione, la croata giunge in finale nel torneo '250' di Linz, prendendosi la rivincita sulla top-10 Sakkarī in semifinale (3-6 6-3 6-4). Nel match valevole per il titolo, Petra cede nettamente ad Anastasija Potapova, con lo score di 3-6 1-6. Grazie a questo risultato, rientra tra le prime trenta tenniste del mondo.
Sulla terra, ritorna nei quarti di un torneo '1000' dopo due anni a Madrid, battendo Siegemund, Kalinskaja e la n°11 del mondo Krejčíková; tra le ultime otto, si arrende alla n°1 del mondo Świątek. Al Roland Garros, esce di scena già al secondo turno contro Sorribes Tormo.
Su erba, raggiunge i quarti a Eastbourne partendo dalle qualificazioni: tra le ultime otto, viene estromessa da Madison Keys (4-6 1-6). A Wimbledon, è nuovamente Iga Świątek a fermare la sua corsa, stavolta al terzo turno, con lo score di 2-6 5-7.
Sul cemento americano, non va oltre il secondo turno tra US Open, Cincinnati e Montréal.

## Statistiche WTA

### Singolare

#### Vittorie (2)
| Legenda               | Legenda      |
| --------------------- | ------------ |
| Grande Slam (0)       |              |
| Ori Olimpici (0)      |              |
| WTA Finals (0)        |              |
| WTA Elite Trophy (0)  |              |
| Dal 2009 al 2020      | Dal 2021     |
| Premier Mandatory (0) | WTA 1000 (0) |
| Premier 5 (0)         | WTA 1000 (0) |
| Premier (0)           | WTA 500 (0)  |
| International (1)     | WTA 250 (1)  |

| N. | Data           | Torneo                        | Superficie  | Avversaria in finale | Punteggio     |
| 1. | 28 aprile 2019 | Istanbul Cup, Istanbul        | Terra rossa | Markéta Vondroušová  | 1-6, 6-4, 6-1 |
| 2. | 17 luglio 2022 | Ladies Open Lausanne, Losanna | Terra rossa | Olga Danilović       | 6-4, 6-2      |

#### Sconfitte (4)
| Legenda               | Legenda      |
| --------------------- | ------------ |
| Grande Slam (0)       |              |
| Argenti Olimpici (0)  |              |
| WTA Finals (0)        |              |
| WTA Elite Trophy (0)  |              |
| Dal 2009 al 2020      | Dal 2021     |
| Premier Mandatory (0) | WTA 1000 (0) |
| Premier 5 (0)         | WTA 1000 (0) |
| Premier (1)           | WTA 500 (0)  |
| International (2)     | WTA 250 (1)  |

| N. | Data              | Torneo                          | Superficie  | Avversaria in finale | Punteggio          |
| 1. | 4 marzo 2012      | Malaysia Classic, Kuala Lumpur  | Cemento     | Hsieh Su-wei         | 6-2, 5-7, 1-4 rit. |
| 2. | 22 luglio 2018    | BRD Bucarest Open, Bucarest     | Terra rossa | Anastasija Sevastova | 6(4)-7, 2-6        |
| 3. | 15 settembre 2019 | Zhengzhou Open, Zhengzhou       | Cemento     | Karolína Plíšková    | 3-6, 2-6           |
| 4. | 12 febbraio 2023  | Upper Austria Ladies Linz, Linz | Cemento (i) | Anastasija Potapova  | 3-6, 1-6           |

### Doppio

#### Sconfitte (4)
| Legenda               | Legenda      |
| --------------------- | ------------ |
| Grande Slam (0)       |              |
| Argenti Olimpici (0)  |              |
| WTA Finals (0)        |              |
| WTA Elite Trophy (0)  |              |
| Dal 2009 al 2020      | Dal 2021     |
| Premier Mandatory (0) | WTA 1000 (0) |
| Premier 5 (0)         | WTA 1000 (0) |
| Premier (1)           | WTA 500 (0)  |
| International (3)     | WTA 250 (0)  |

| N. | Data             | Torneo                                              | Superficie  | Compagno            | Avversarie in finale                           | Punteggio           |
| 1. | 12 febbraio 2012 | Open GDF Suez, Parigi                               | Cemento (i) | Anna-Lena Grönefeld | Liezel Huber Lisa Raymond                      | 6(3)-7, 1-6         |
| 2. | 17 giugno 2012   | Gastein Ladies, Bad Gastein                         | Terra rossa | Anna-Lena Grönefeld | Jill Craybas Julia Görges                      | 7-6(4), 4-6, [9-11] |
| 3. | 28 aprile 2013   | Grand Prix SAR La Princesse Lalla Meryem, Marrakech | Terra rossa | Kristina Mladenovic | Tímea Babos Mandy Minella                      | 3-6, 1-6            |
| 4. | 6 marzo 2016     | Monterrey Open, Monterrey                           | Cemento     | Maria Sanchez       | Anabel Medina Garrigues Arantxa Parra Santonja | 6-4, 5-7, [7-10]    |

## Circuito WTA 125

### Singolare

#### Vittorie (1)
| N. | Data             | Torneo                                      | Superficie | Avversaria in finale | Punteggio |
| 1. | 9 settembre 2018 | Oracle Challenger Series - Chicago, Chicago | Cemento    | Mona Barthel         | 6-4, 6-1  |

### Doppio

#### Vittorie (1)
| N. | Data          | Torneo                        | Superficie  | Compagno    | Avversarie in finale          | Punteggio |
| 1. | 5 giugno 2016 | Croatian Bol Ladies Open, Bol | Terra rossa | Xenia Knoll | Ioana Raluca Olaru İpek Soylu | 6-3, 6-2  |

## Statistiche ITF

### Singolare

#### Vittorie (4)
| Torneo $100.000 (1) |
| Torneo $80.000 (0)  |
| Torneo $75.000 (2)  |
| Torneo $60.000 (0)  |
| Torneo $50.000 (0)  |
| Torneo $25.000 (1)  |
| Torneo $15.000 (0)  |
| Torneo $10.000 (0)  |

| N. | Data              | Torneo                                         | Superficie  | Avversaria in finale   | Punteggio     |
| 1. | 13 luglio 2008    | Zagreb Ladies Open, Zagabria                   | Terra rossa | Yvonne Meusburger      | 6–2, 2-6, 6-2 |
| 2. | 13 settembre 2009 | Torneo Internazionale Regione Piemonte, Biella | Terra rossa | Sharon Fichman         | 7-5, 6-4      |
| 3. | 3 giugno 2013     | AEGON Trophy, Nottingham                       | Erba        | Karolína Plíšková      | 6-3, 6-3      |
| 4. | 9 aprile 2017     | Forte Village International Tournament, Pula   | Terra rossa | Kathinka von Deichmann | 6-4, 7-5      |

#### Sconfitte (3)
| Torneo $100.000 (0) |
| Torneo $80.000 (0)  |
| Torneo $75.000 (0)  |
| Torneo $60.000 (0)  |
| Torneo $50.000 (1)  |
| Torneo $25.000 (2)  |
| Torneo $15.000 (0)  |
| Torneo $10.000 (0)  |

| N. | Data            | Torneo                                                       | Superficie  | Avversaria in finale   | Punteggio        |
| 1. | 14 ottobre 2007 | The Jersey International, Isola di Jersey                    | Cemento (i) | Sabine Lisicki         | 3–6, 4–6         |
| 2. | 9 novembre 2014 | South Seas Island Resort Women's Pro Classic, Captiva Island | Cemento     | Edina Gallovits-Hall   | 2–6, 2–6         |
| 3. | 6 maggio 2017   | Wiesbaden Tennis Open, Wiesbaden                             | Terra rossa | Kathinka von Deichmann | 4–6, 6–4, 6(7)–7 |

### Doppio

#### Vittorie (5)
| Torneo $100.000 (1) |
| Torneo $80.000 (0)  |
| Torneo $75.000 (1)  |
| Torneo $60.000 (0)  |
| Torneo $50.000 (3)  |
| Torneo $25.000 (0)  |
| Torneo $15.000 (0)  |
| Torneo $10.000 (0)  |

| N. | Data             | Torneo                                                          | Superficie  | Partner             | Rivali in finale                         | Risultato           |
| 1. | 10 maggio 2009   | Zagreb Open, Zagabria                                           | Terra rossa | Ajla Tomljanović    | Ksenija Milevskaja Anastasija Pivovarova | 6–3, 6(4)–7, [10–5] |
| 2. | 17 dicembre 2010 | Al Habtoor Tennis Challenge, Dubai                              | Cemento     | Julia Görges        | Sania Mirza Vladimíra Uhlířová           | 6-4, 7-6(7)         |
| 3. | 8 maggio 2011    | Open GDF SUEZ de Cagnes-sur-Mer Alpes-Maritimes, Cagnes-sur-Mer | Terra rossa | Anna-Lena Grönefeld | Darija Jurak Renata Voráčová             | 1-6, 6-2, [11-9]    |
| 4. | 19 ottobre 2014  | Abierto Tampico, Tampico                                        | Cemento     | Maria Sanchez       | Valerija Savinych Kateryna Bondarenko    | 3-6, 6-3, [10-2]    |
| 5. | 8 febbraio 2015  | McDonald's Burnie International, Burnie                         | Cemento     | Irina Falconi       | Han Xinyun Junri Namigata                | 6-2, 6-4            |

#### Sconfitte (3)
| Torneo $100.000 (2) |
| Torneo $80.000 (0)  |
| Torneo $75.000 (0)  |
| Torneo $60.000 (0)  |
| Torneo $50.000 (1)  |
| Torneo $25.000 (0)  |
| Torneo $15.000 (0)  |
| Torneo $10.000 (0)  |

| N. | Data              | Torneo                            | Superficie  | Partner           | Rivali in finale                        | Risultato   |
| 1. | 19 settembre 2009 | Allianz Cup, Sofia                | Terra rossa | Polona Hercog     | Timea Bacsinszky Tathiana Garbin        | 2-6, 6(4)-7 |
| 2. | 3 ottobre 2010    | ITF Women's Circuit Athens, Atene | Cemento     | Eléni Daniilídou  | Vitalija D'jačenko İpek Şenoğlu         | w/o         |
| 3. | 9 maggio 2015     | Empire Trnava Cup, Trnava         | Terra rossa | Aleksandra Krunić | Julija Bejhel'zymer Margarita Gasparjan | 3-6, 2-6    |

## Risultati in progressione
| Sigla | Risultato               |
| ----- | ----------------------- |
| V     | Vincitore               |
| F     | Finalista               |
| SF    | Semifinalista           |
| O     | Oro olimpico            |
| A     | Argento olimpico        |
| SF    | Bronzo olimpico         |
| QF    | Quarti di Finale        |
| 4T    | Quarto turno            |
| 3T    | Terzo turno             |
| 2T    | Secondo turno           |
| 1T    | Primo turno             |
| RR    | Round Robin             |
| LQ    | Turno di qualificazione |
| A     | Assente                 |
| ND    | Non disputato           |

| Legenda superfici    |
| -------------------- |
| Cemento              |
| Terra battuta        |
| Erba                 |
| Superficie variabile |

### Singolare
Aggiornato a fine WTA Elite Trophy 2019 
| Grande Slam           |                 |                 |                 |                 |                 |                 |                 |                 |                 |                 |                 |                 |                 |     |     |              |              |
| Australian Open       | A               | A               | A               | 1T              | 2T              | 1T              | 1T              | 1T              | 1T              | Q1              | A               | 4T              | 3T              | 2T  | 1T  | 0 / 8        | 6-8          |
| Open di Francia       | A               | A               | 2T              | 1T              | A               | 4T              | 1T              | 1T              | 1T              | Q2              | 4T              | 2T              | QF              | 3T  |     | 0 / 9        | 12-9         |
| Wimbledon             | A               | A               | A               | 2T              | 2T              | 1T              | 3T              | 1T              | Q1              | Q1              | 4T              | 1T              | 4T              | ND  |     | 0 / 8        | 10-8         |
| US Open               | A               | Q1              | 2T              | 1T              | 2T              | 1T              | A               | Q1              | Q3              | A               | 1T              | 1T              | 4T              | 4T  |     | 0 / 7        | 5-7          |
| Totale                | 0-0             | 0-0             | 2-2             | 1-4             | 3-3             | 3-4             | 2-3             | 0-3             | 0-2             | 0-0             | 6-3             | 4-4             | 12-4            | 6-2 | 0-4 | 0 / 32       | 39-35        |
| Giochi Olimpici       |                 |                 |                 |                 |                 |                 |                 |                 |                 |                 |                 |                 |                 |     |     |              |              |
| Giochi Olimpici       | ND              | A               | Non disputati   | Non disputati   | Non disputati   | A               | Non disputati   | Non disputati   | Non disputati   | A               | Non disputati   | Non disputati   | Non disputati   |     |     | 0 / 0        | 0-0          |
| Tour Finals           |                 |                 |                 |                 |                 |                 |                 |                 |                 |                 |                 |                 |                 |     |     |              |              |
| WTA Finals            | Non qualificata | Non qualificata | Non qualificata | Non qualificata | Non qualificata | Non qualificata | Non qualificata | Non qualificata | Non qualificata | Non qualificata | Non qualificata | Non qualificata | Non qualificata |     |     | 0 / 0        | 0-0          |
| WTA Elite Trophy      | Non disputato   | Non disputato   | Non disputato   | Non disputato   | Non disputato   | Non disputato   | Non disputato   | Non disputato   | Non qualificata | Non qualificata | Non qualificata | Non qualificata | RR              |     |     | 0 / 1        | 1-1          |
| WTA Premier Mandatory |                 |                 |                 |                 |                 |                 |                 |                 |                 |                 |                 |                 |                 |     |     |              |              |
| Indian Wells          | A               | A               | 1T              | 2T              | A               | 1T              | 1T              | Assente         | Assente         | Assente         | Assente         | QF              | 1T              |     |     | 0 / 6        | 5-6          |
| Miami                 | 1T              | A               | A               | 3T              | 2T              | 1T              | 1T              | Assente         | Assente         | Assente         | Assente         | 3T              | 2T              |     |     | 0 /7         | 6-7          |
| Madrid                | Assente         | Assente         | Assente         | Assente         | Assente         | 1T              | Assente         | Assente         | Assente         | Assente         | Assente         | 2T              | QF              |     |     | 0 / 3        | 3-3          |
| Pechino               | Non Tier I      | Non Tier I      | Assente         | Assente         | Assente         | Assente         | Assente         | Assente         | Assente         | Assente         | Assente         | 2T              | A               |     |     | 0 / 1        | 1-1          |
| WTA Premier 5         |                 |                 |                 |                 |                 |                 |                 |                 |                 |                 |                 |                 |                 |     |     |              |              |
| Doha                  | NTI             | A               | Non disputato   | Non disputato   | NP5             | 1T              | A               | 1T              | Assente         | Assente         | Assente         | Assente         | 1T              |     |     | 0 / 3        | 0-3          |
| Roma                  | Assente         | Assente         | Assente         | Assente         | Assente         | Assente         | Assente         | Assente         | Assente         | Assente         | Assente         | 2T              | A               |     |     | 0 / 1        | 1-1          |
| Toronto/Montréal      | Assente         | Assente         | Assente         | Assente         | 2T              | A               | 1T              | Assente         | Assente         | Assente         | Assente         | Assente         | 1T              |     |     | 0 / 3        | 1-3          |
| Cincinnati            | Assente         | Assente         | Assente         | Assente         | 3T              | A               | 1T              | Assente         | Assente         | Assente         | Assente         | 2T              | 1T              |     |     | 0 / 4        | 3-4          |
| Tokyo / Wuhan         | Assente         | Assente         | Assente         | Assente         | Assente         | 3T              | Assente         | Assente         | Assente         | Assente         | Assente         | Assente         | QF              |     |     | 0 / 2        | 5-2          |
| Statistiche carriera  |                 |                 |                 |                 |                 |                 |                 |                 |                 |                 |                 |                 |                 |     |     |              |              |
| Tornei Giocati        | 1               | 1               | 7               | 14              | 14              | 18              | 13              | 8               | 8               | 2               | 4               | 17              | 17              |     |     | 124          | 124          |
| Titoli–Finali         | 0–0             | 0–0             | 0–0             | 0–0             | 0–0             | 0–1             | 0–0             | 0–0             | 0–0             | 0–0             | 0–0             | 0–1             | 1-2             |     |     | 1-4          | 1-4          |
| Ranking di fine anno  | 325             | 214             | 84              | 144             | 49              | 59              | 116             | 179             | 144             | 266             | 89              | 32              |                 |     |     | $ $4.707.886 | $ $4.707.886 |

### Doppio nei tornei del Grande Slam
| Torneo          | 2009 | 2010 | 2011 | 2012 | 2013 | 2014 | 2015 | 2016 | 2017 | 2018 | 2019 | Titoli | V-S   |
| --------------- | ---- | ---- | ---- | ---- | ---- | ---- | ---- | ---- | ---- | ---- | ---- | ------ | ----- |
| Australian Open | A    | 1T   | 1T   | 3T   | 1T   | 3T   | 1T   | A    | A    | A    | 3T   | 0 / 7  | 6-7   |
| Open di Francia | A    | 2T   | 1T   | 2T   | 1T   | A    | 1T   | A    | A    | 1T   | 2T   | 0 / 7  | 3-7   |
| Wimbledon       | A    | 1T   | A    | 3T   | 3T   | A    | 1T   | A    | A    | 2T   | 3T   | 0 / 6  | 8-6   |
| US Open         | A    | 3T   | 1T   | 1T   | 1T   | A    | A    | A    | 1T   | 1T   | A    | 0 / 6  | 2-6   |
| Totale          | 0-0  | 3-4  | 0-3  | 5-4  | 2-4  | 2-1  | 0-3  | 0-0  | 0-1  | 1-3  | 5-3  | 0 / 26 | 19-26 |

### Doppio misto nei tornei del Grande Slam
| Torneo          | 2009 | 2010 | 2011 | 2012 | 2013 | 2014 |
| --------------- | ---- | ---- | ---- | ---- | ---- | ---- |
| Australian Open | A    | A    | A    | A    | A    | A    |
| Open di Francia | A    | A    | A    | A    | A    | A    |
| Wimbledon       | A    | A    | A    | 2T   | A    | A    |
| US Open         | A    | A    | A    | A    | A    | A    |

## Vittorie contro giocatrici top 10
| Stagione | 2012 | 2013 | 2014 | 2015 | 2016 | 2017 | 2018 | 2019 | 2020 | 2021 | 2022 | 2023 | Totale |
| -------- | ---- | ---- | ---- | ---- | ---- | ---- | ---- | ---- | ---- | ---- | ---- | ---- | ------ |
| Vittorie | 2    | 0    | 0    | 0    | 0    | 0    | 1    | 1    | 0    | 0    | 3    | 1    | 8      |

| #    | Giocatrice        | Ranking | Evento                          | Superficie  | Turno | Punteggio        | Rank. PMR |
| ---- | ----------------- | ------- | ------------------------------- | ----------- | ----- | ---------------- | --------- |
| 2012 |                   |         |                                 |             |       |                  |           |
| 1.   | Marion Bartoli    | 8       | Open di Francia, Parigi         | Terra rossa | 2T    | 6-2, 3-6, 6-3    | 50        |
| 2.   | Petra Kvitová     | 5       | Pan Pacific Open, Tokyo         | Cemento     | 2T    | 6–4, 6–4         | 73        |
| 2018 |                   |         |                                 |             |       |                  |           |
| 3.   | Jeļena Ostapenko  | 6       | Indian Wells Open, Indian Wells | Cemento     | 3T    | 6–3, 6–3         | 51        |
| 2019 |                   |         |                                 |             |       |                  |           |
| 4.   | Karolína Plíšková | 2       | Open di Francia, Parigi         | Terra rossa | 3T    | 6–3, 6–3         | 31        |
| 2022 |                   |         |                                 |             |       |                  |           |
| 5.   | Anett Kontaveit   | 5       | Internazionali d'Italia, Roma   | Terra rossa | 2T    | 6-2, 6-3         | 47        |
| 6.   | Jessica Pegula    | 9       | Torneo di Wimbledon, Londra     | Erba        | 3T    | 6-2, 7-6(5)      | 80        |
| 7.   | Paula Badosa      | 4       | US Open, New York               | Cemento     | 2T    | 6(5)-7, 6-1, 6-2 | 54        |
| 2023 |                   |         |                                 |             |       |                  |           |
| 8.   | Maria Sakkarī     | 7       | Austria Ladies Linz, Linz       | Cemento (i) | SF    | 3-6, 6-3, 6-2    | 34        |